# Kolomuty
Kolomuty – wieś i gmina w Czechach, w powiecie Mladá Boleslav, w kraju środkowoczeskim. Według danych z dnia 1 stycznia 2013 liczyła 224 mieszkańców.